# HighLife (клеточный автомат)
HighLife (с англ. — «высокоразвитая жизнь») — клеточный автомат, модификация игры «Жизнь». Придуман в 1994 году Нейтаном Томпсоном (англ. Nathan Thompson), назван Джоном Конвеем.
Отличается от игры «Жизнь» правилом рождения и выживания клеток. Игра «Жизнь» описывается правилом B3/S23, HighLife — правилом B36/S23: клетка рождается (birth), если в окрестности Мура у неё 3 или 6 живых соседей, и выживает (survival), если у неё 2 или 3 живых соседа.
Таким образом, поведение клетки в этих двух клеточных автоматах различается только в случае, если она мертва и имеет 6 живых соседей. Поскольку эта ситуация встречается не слишком часто, многие простые конфигурации в HighLife ведут себя так же, как в игре «Жизнь»; скажем, блок, улей, каравай, двойной каравай, ящик, баржа, длинная баржа, лодка, длинная лодка, лодочный бант, длинный корабль, каноэ, авианосец, знак интеграла, манго, пруд, змея, рыболовный крючок здесь также являются натюрмортами. Однако, к примеру, корабль и корабельный бант, являющиеся в игре «Жизнь» натюрмортами, в HighLife самоуничтожаются: корабль — через три поколения, корабельный бант — через четыре.

## Репликатор
Интерес к HighLife обусловлен главным образом наличием в этом клеточном автомате простого репликатора — самовоспроизводящейся конфигурации всего из 12 живых клеток.
Через 12 поколений репликатор превращается в два таких же репликатора, расположенных на диагональной линии с двух сторон от исходного. Если же два репликатора одновременно пытаются создать репликатор на одном и том же пустом месте между собой, их действие взаимно погашается и через 12 поколений на этом месте по-прежнему остаётся пустота.
Поэтому расположенные на одной диагонали репликаторы эмулируют поведение Правила 90: живой клетке Правила 90 соответствует репликатор, мёртвой — пустота.
При эволюции одиночного репликатора на бесконечном пустом поле число живых клеток конфигурации может становиться сколь угодно большим, но не стремится к бесконечности: через {\displaystyle 12\left(2^{n}-1\right)} поколений после старта {\displaystyle \left(n\in \mathbb {N} \right)} на поле будут присутствовать {\displaystyle 2^{n}} репликаторов, но ещё через {\displaystyle 12} поколений — то есть через {\displaystyle 12\cdot 2^{n}} поколений после старта — снова только два репликатора, центры которых отстоят друг от друга на {\displaystyle 4\cdot 2^{n}} клеток по диагонали.
Многие более сложные конфигурации с любопытными свойствами, найденные исследователями HighLife, используют репликатор как составную часть.